# 110ポンドアームストロング砲
7インチアームストロング砲（the Armstrong RBL 7 inch gun）または110ポンドアームストロング砲（the Armstrong RBL 110-pounder gun）は、ウィリアム・アームストロングによる革新的な後装式施条重砲である。

## 概要

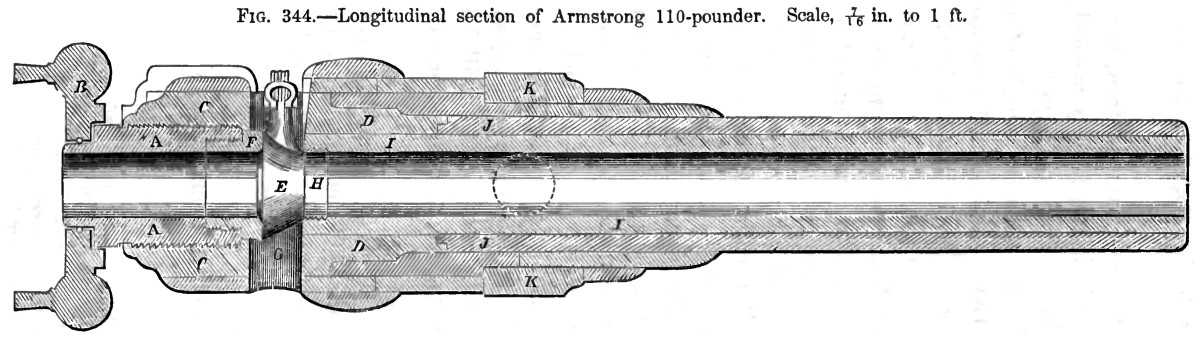
82 cwt 砲の構造

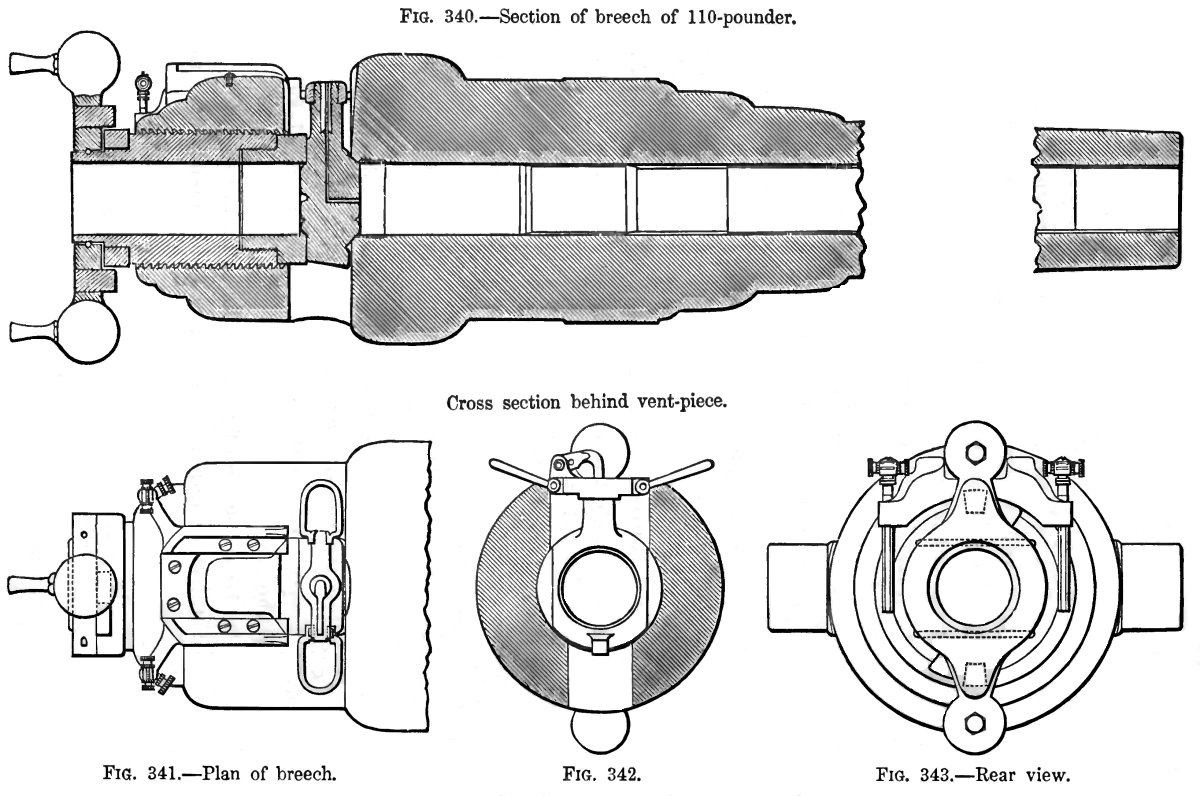
尾栓メカニズム

アームストロングの螺旋式尾栓機構は、砲弾・薬嚢の挿入後、重量のある閉鎖ブロックを薬室の後ろの垂直スロットに挿入し、それを中空の螺旋尾栓を人力で回して薬室に押し付けて固定するものであった。閉鎖ブロック前部のメタルカップと螺旋尾栓による圧力が「閉鎖機能」を提供し、発射ガスが尾栓から漏れるのを防いだ。この閉鎖ブロックには点火口（vent）があり、そこに発火チューブを差し込んで点火するようになっているため、vent-pieceと呼ばれた。現在の後装方式では垂直鎖栓に相当する。
装填の際には、まずvent-pieceを持ち上げ、砲弾を中空螺旋尾栓を通して砲内に押しこみ、続いて同様にして薬室に薬嚢を押し込む。vent-pieceを下げ、螺旋尾栓を回して固定する。vent-pieceに点火チューブを上方から差し込み、それで装薬に点火し発砲する。
砲弾は薄い鉛でコーティングされており、その分砲弾径は砲の内腔径よりやや大きくなっている。大砲の施条溝がこれを噛むことによって、砲弾が回転することとなる。従来の前装滑腔砲に比べると、内腔と砲弾の隙間がないことにより、より少ない装薬量でも射程が伸び、砲弾の回転により砲撃精度を高めることができた。
薬嚢の前部には、ブリキのプレートで獣脂と亜麻仁油を挟み込んだ潤滑器が装着されていた。プレートの後ろには蜜蝋でコーティングしたフェルト束と厚紙があった。砲弾が発射されると潤滑器もその後を追うが、この際にプレートの隙間から潤滑油が搾り出され、フェルト束が砲弾から剥がれて内腔にこびりついた鉛を拭きとり、次弾の発射前に内腔が掃除されることになる。

## 歴史
この方式は、12ポンドアームストロング砲で成功を収めており、アームストロングが抵抗したにもかかわらず、英国政府はより大型の砲に対しても同じ方式の採用を求めた。アームストロングは1863年の軍需品特別委員会で以下の様に述べている.。

「大陸での脅威が差し迫っているため、大型の施条砲が艦砲・攻城砲双方で要求された。このため、私は従来のように十分な事前試験を行うことなしに、40ポンドおよび100ポンド砲の製造を求められた。このため、私は自身の最初の報告書に、後装式メカニズムを大型砲に採用することは、その部品も大型化することを伴うため、重すぎて非常に扱いにくなるであるうことを述べた。私は、まずは材料が40ポンド砲で十分かを確認し、その後100ポンド砲にも使用可能なことを期待したが、実際にはそうはならなかった。100ポンド砲のvent-pieceは未だに問題を抱えている。」
最初に作製された砲は重量72 cwt（8,064ポンド）であったが、薬室を加締めるコイルを強化した82 cwt（9,184ポンド）のモデルの方が早く、1861年に採用された。これは68ポンド前装滑空砲の置き換えを目指したものであり、また英国にとって最初の近代的後装砲であった。72 cwtの砲は1863年から実戦に配備されたが、陸上でのみ使用された。

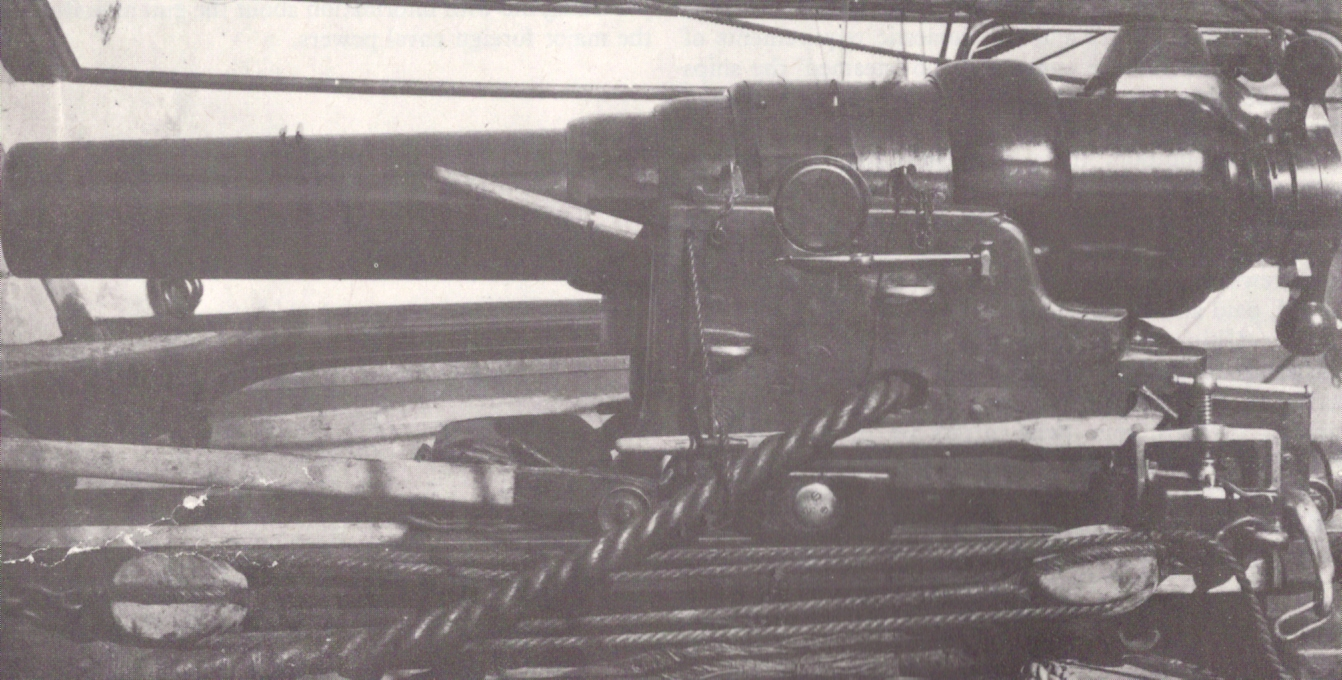
アームストロング7インチ後装砲、19世紀の撮影

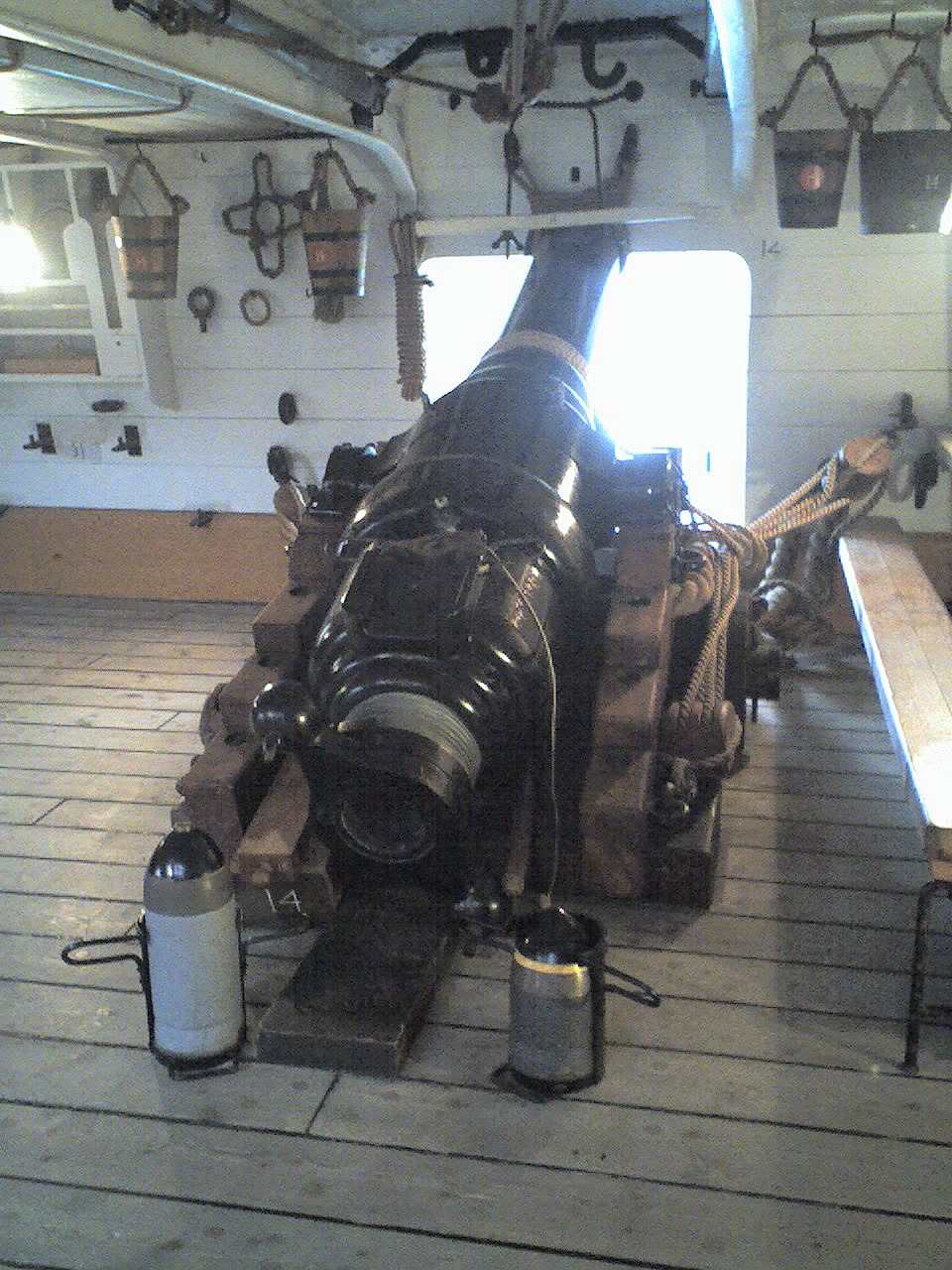
ポーツマス
のHMS ウォーリア上のファイバーグラス製レプリカ。デッキ上には砲弾が置いてある。

1862年と1863年の英国政府の軍需特別委員会での、アームストロング砲と他の後装砲の利点比較に関する長時間の聴聞では、最終的に以下のように結論されている：

「... 大型砲においては、いかなる後装砲に対しても反対であるとの意見が優勢を占めたと思われる」

最大装薬量が12ポンド（後に82 cwtでは11ポンド、72 cwt砲では10ポンドに減装）に過ぎず、敵艦の装甲を射洞できるような初速が得られないと思われた。以下のC.H. オーウェン砲兵中佐の皮肉な発言は、1873年時点での専門家の意見を反映している：

「これらの砲は比較的少量の装薬でしか発射できなかった。このため、砲弾は装甲艦に対しては損害を与えることが出来ず、しかしながら木造艦に対しては大変な破壊力を有していることは疑いない」

砲弾を装填する際に、136ポンドもの重量のあるvent-pieceを人力で持ちあげなければならず、戦闘の妨げになることも批判された。他の反対意見として、閉塞能力（発射時の尾栓の密閉）が、砲手が螺旋尾栓をどれだけきつく締めるかに依存することがあった：軍需特別委員会でブラックリー大佐は以下のように述べている。

「私の反対意見は、アームストロング式の後装方式に対するものである。尾栓プラグは、（逆流防止）バルブである。そしてバルブの基本的な機能として、容器に収納されたものが水、油、ガス、なんであれ、圧力によってバルブが押し付けられるべきである。ところが、サー・ウィリアム・アームストロングの尾栓は全く逆のシステムである；人力による螺旋尾栓の締め付け力だけがガスの動きを制限している。もしガスの圧力が人間の力を上回れば、ガスは抜け出てしまう」

アームストロングの後装方式にはこれらの限界があり、また他の適切な後装方式も無かったため、110ポンド砲の製造は1864年に中止され、英国は前装式の重砲に立ち戻ることとなった。
アームストロング後装砲の放棄により、英国は艦隊用の施条前装砲開発計画を開始することとなった。110ポンド砲アームストロング砲は各種の7インチまたは8インチ施条前装砲（RML: Rifled Muzzle Loader）で置き換えられた。キャンセル時に作製途中にあった110ポンド砲は64ポンド施条前装砲として完成した。しかしながら、錬鉄製のAチューブに錬鉄製のコイルを焼嵌して強化するという、アームストロング砲ために開発された製造方法は確実なものであり、1860年代中期の第一世代施条前装砲の製造にも用いられた。
1880年代に、英国が後装砲に戻った際には、Elswick cupとド・バンジュ式緊塞方式が採用された。どちらも、人力に頼るのではなく発射の際のガス圧を利用して閉塞をより確実なものにするものである。

## 実戦
110ポンドアームストロング砲は大規模な戦争には使用されなかったが、1863年の薩英戦争と1864年の下関戦争で対地艦砲射撃使用されている。ここに、1863年8月の薩英戦争時の旗艦「HMS ユーライアラス」における同一の事故に対する、2つの記述がある：

我々は主砲列甲板に32ポンド前装砲を有していたが、もちろん問題は生じなかった。。。船首楼甲板には7インチ110ポンドアームストロング砲があった。砲の操作員が急ぎすぎたせいかどうかはわからないが、砲の尾栓が破裂し重大な結果をもたらしたことは確かである。操作員全員が吹き飛ばされ、船首楼甲板砲の担当士官Websterが叫ぶまで何人かは気絶していた。「良し。誰か予備のven-pieceを取って来い」--戦争からかなり後にユーライアラスの士官が歴史家のウィリアム・ライアード・クロウズ（William Laird Clowes）に宛てた手紙。

砲術中尉としての私の意見は、長距離射撃においてはアームストロング砲は最も成功したものであった。旋回砲としては、100ポンド（ママ）砲は68ポンド砲に優越していた。しかし、天井がある甲板の舷側砲としては、好ましいとは思わなかった。発射煙が多すぎるのである。このような大重量の砲の砲架の後部支架は非常にゆっくりとしか動かず、甲板を恐ろしく傷つけた。大量の炸薬が充填されていたため、通常弾は最も効果があったもののひとつである。鹿児島においては、旋回砲のvent-pieceが壊れ、フォアヤードに吹き飛んだが、負傷したものはいなかった。おそらくは砲の操作責任者がティン・カップ（薬嚢の後ろに置いてガス圧力で砲身内壁に密着させ、より閉塞度を高めるために使用する）を挿入しなかったためと思われる。砲を完全に理解し適切な操作を行なっている限り、極めて成功であった。-- 1864年4月25日のタイムズ紙に掲載されたユーライアラス士官の記述。

砲は適切に操作されている限りは良好に作動したが、戦場でのストレス下での使用には問題があり潜在的な危険性を有していた。

## 薬嚢及び砲弾

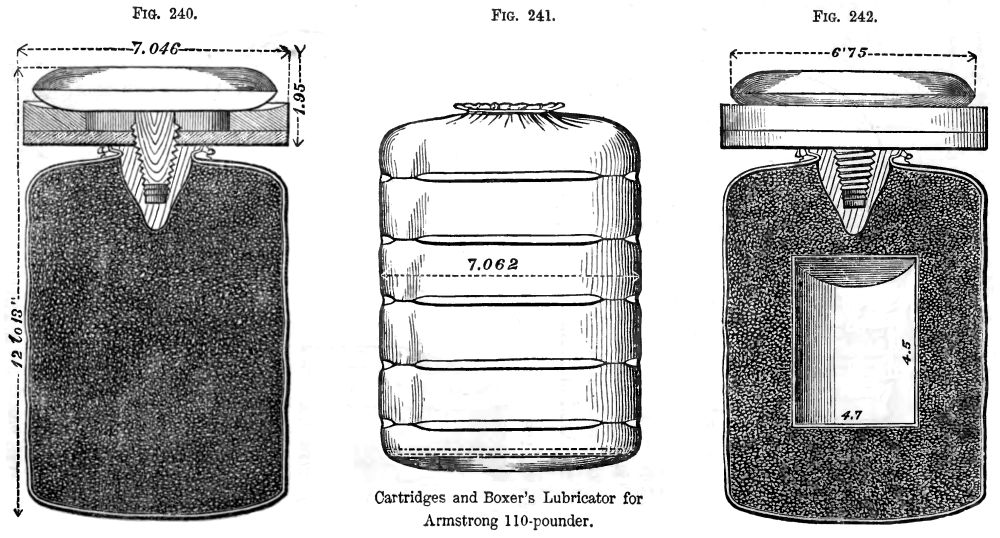
潤滑器が取り付けられた薬嚢
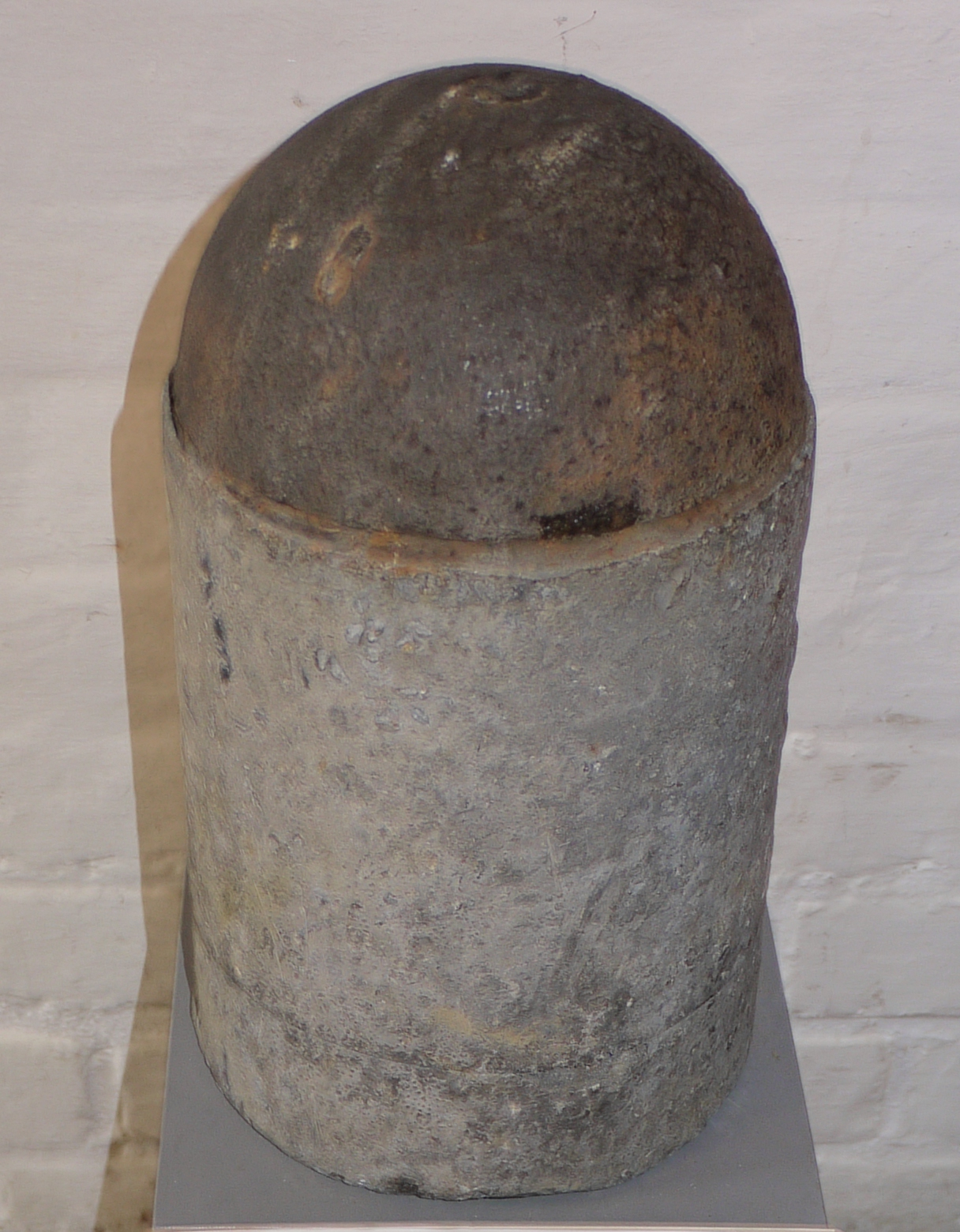
鉛で外周をコーティングされた砲弾

## 現存砲
- 82 cwtモデル、ヴィクトリア兵舎、シドニー
- 82 cwtモデル、聖ヘリアー協会、ジャージー
- 72 cwtモデル、フォート・ネルソン、ポーツマス
- フォート・ヘンリー、オンタリオ州
- 72 cwtモデル、ケベック・シタデール
- 72 cwtモデル、フォート・リーヴァイ、ケベック gun at Fort Levi, Quebec]